# Julia Wenzl
Julia Wenzl (* 3. Februar 1990 in Gießen) ist eine ehemalige deutsche Handballspielerin. 
Julia Wenzl spielte in ihrer Jugend für den TV Hüttenberg und den TV Lützellinden. 2005 wechselte sie dann in das Handball-Internat des Thüringer HC. Mit dem Verein wurde sie 2006 und 2007 Deutscher B-Jugendmeister. Weiterhin gab Wenzl im Trikot der Damenmannschaft vom THC ihr Debüt in der Bundesliga. Ab 2007 spielte sie für den VfL Oldenburg, mit dem sie den DHB-Pokal und den Challenge Cup gewann. Zur Saison 2009/10 wollte Wenzl zu den Rhein-Main Bienen wechseln, jedoch blieb sie in Oldenburg, da die Sulzbacher Insolvenz angemeldet hatten. Nach der Saison 2017/18 beendete sie ihre Karriere.
Julia Wenzl gehörte dem erweiterten Kader der deutschen Nationalmannschaft an. Zuvor spielte sie in der DHB-Juniorinnennationalmannschaft.
Seit der Saison 2019/20 gehört Wenzl dem Trainerteam der 2. Mannschaft vom VfL Oldenburg an.

## Erfolge
- B-Jugend-Meisterin 2006, 2007
- Challenge Cup 2008
- DHB-Pokal 2009, 2012, 2018
- Supercup-Gewinnerin 2009
- Juniorinnen-Weltmeisterin 2008
- 7. Platz, Juniorinnen-Weltmeisterschaft 2010